# Eco Almacenes
Eco Almacenes fue una cadena de supermercados creada en el año 2005 por el Grupo Wong, propiedad del entonces Erasmo Wong Lu. La tienda contó con diversos locales en Lima y Callao (Perú), los cuales posteriormente fueron convertidos en supermercados Metro.

## Historia
En el año 2005, el Grupo Wong creó el supermercado de descuento Eco Almacenes, la cual operaba en diversos distritos de Lima. La tienda contaba con locales pequeños ubicados en zonas de cortos recursos y estaba dirigido al sector popular bajo C y D.
Su primer local fue inaugurado en marzo de 2005, en el cruce de las avenidas México y Luna Pizarro en el distrito de La Victoria. Su crecimiento acelerado se produjo durante todo el 2006, abriendo locales en los distritos de Comas, Rímac, Barranco, San Juan de Miraflores, Breña y Callao. En septiembre de 2006, se cerró el local de Comas, luego de que el formato no era el adecuado en ese distrito, siendo remodelado y transformado un mes después en un Hipermercado Metro.
La cadena pasó por una recesión en el 2007, para que posteriormente, sus locales pasen al formato de supermercados Metro, luego de la adquisición del Grupo Wong a manos de Cencosud, en 2009.

## Locales
Eco Almacenes tenía los siguientes locales (Actualmente todos se encuentran bajo la marca Metro)
- Av. México con Luna Pizarro - La Victoria (inaugurado en marzo de 2005)
- Av. Túpac Amaru (Urb. La Pascana) - Comas (Este es el local de Eco Almacenes con menor tiempo de operación, solo operó entre febrero y septiembre de 2006)
- Jr. Trujillo - Rímac (Ex-Cine Perricholi) (inaugurado en abril de 2006)
- Óvalo Balta (Ex-cine Balta) (inaugurado en junio de 2006)
- Av. Los Héroes - San Juan de Miraflores (inaugurado en junio de 2006)
- Av. Guardia Chalaca - Callao (Inaugurado en julio de 2006)
- Av. Arica (Ex-Distribuidora Pedro Martinto) - Breña (Inaugurado en julio de 2006)
- Av. Angélica Gamarra (Cruce con Av. Tomás Valle) - Callao (Inaugurado en agosto de 2006)

## Logotipo
- 2005-2008: El único logotipo que tuvo el supermercado consistió en la palabra  Eco  color rojo (era un poco más grande) y la palabra  Almacenes  en color verde (era un poco más pequeña), ambos en minúscula y en cursiva. El logo se encontraba en fondo amarillo. A la vez, en ocasiones, al costado de la palabra  Almacenes  aparecía aquel distintivo que representaba a hipermercados y supermercados  Metro  entre 2004-2011, la cinta multicolor que formaba una  M .